# Communauté des communes giennoises
La communauté des communes giennoises est une communauté de communes du département du Loiret et de la région Centre-Val de Loire en France.

## Géographie

### Géographie physique
Située au sud-est du département du Loiret, la communauté des communes giennoises regroupe 11 communes et présente une superficie de 357,8 km2.

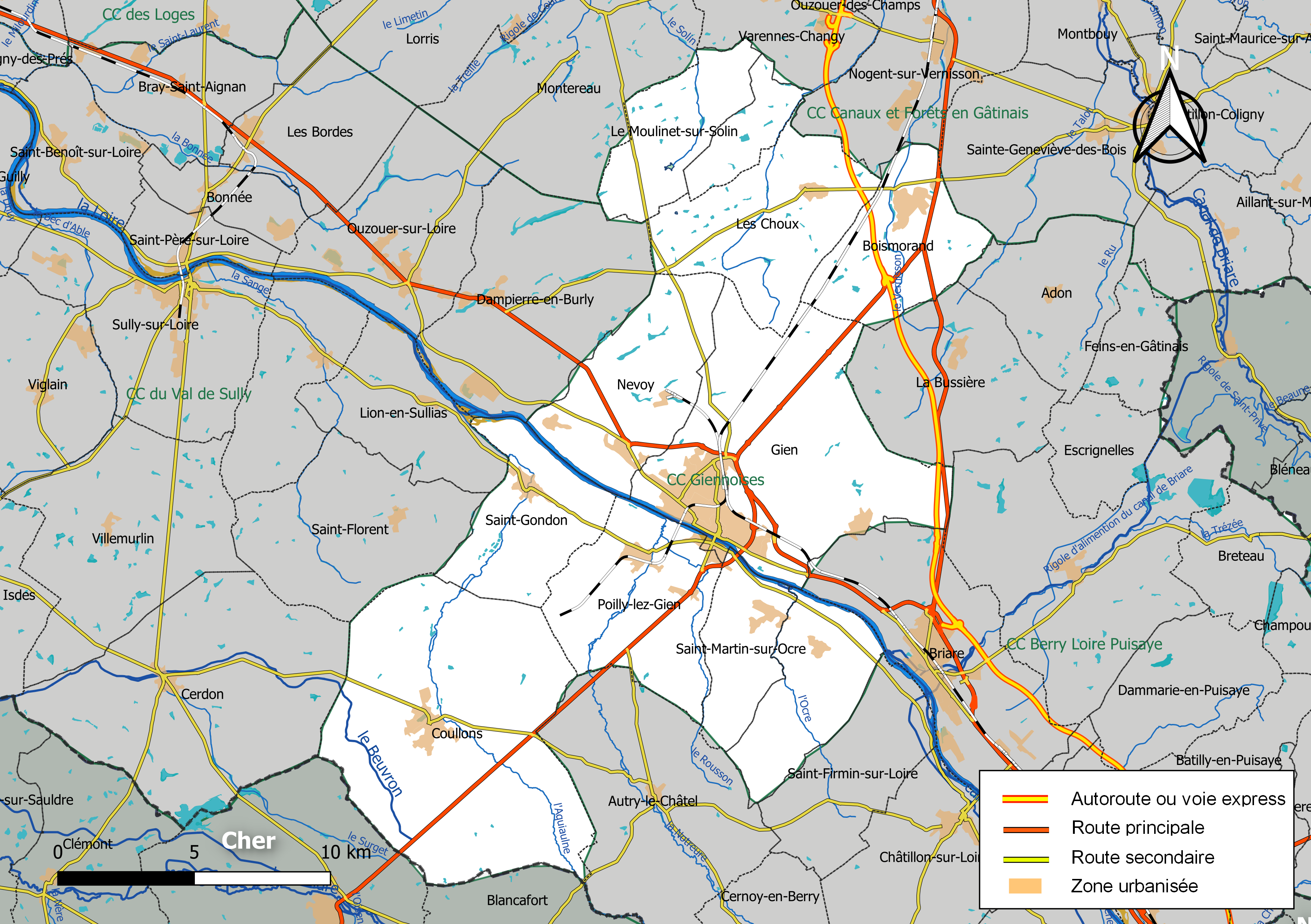
Carte de la communauté des communes giennoises au 1er janvier 2019.

### Composition

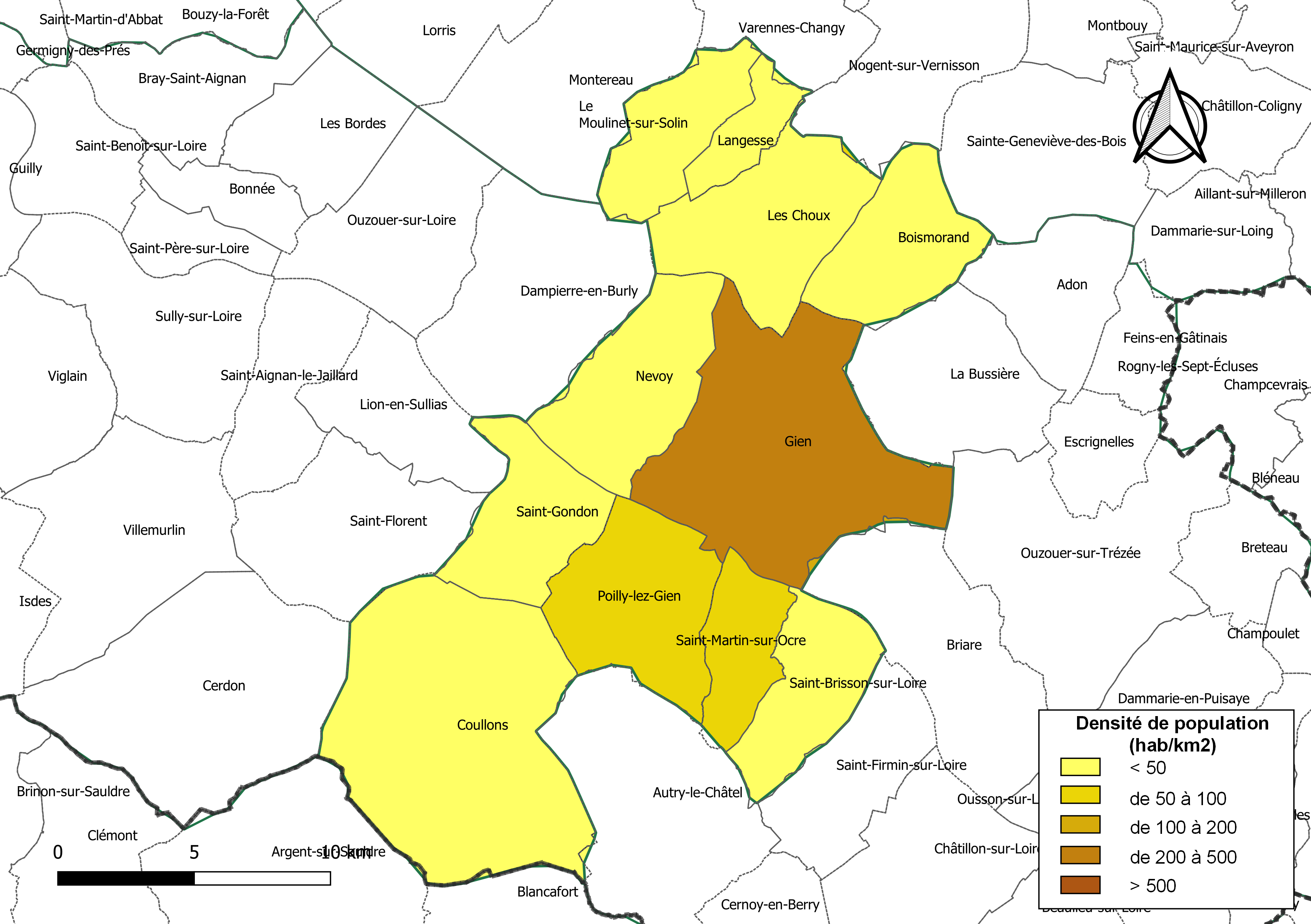
Carte des densités de population (millésimée 2016) des communes de la communauté des communes giennoises. Composition en communes au 1er janvier 2019.

La communauté de communes est composée des 11 communes suivantes :

| Nom                     | Code Insee | Gentilé           | Superficie (km2) | Population (dernière pop. légale) | Densité (hab./km2) |
| ----------------------- | ---------- | ----------------- | ---------------- | --------------------------------- | ------------------ |
| Gien (siège)            | 45155      | Giennois          | 67,86            | 13 431 (2022)                     | 198                |
| Boismorand              | 45036      | Boscomorandais    | 25,15            | 863 (2022)                        | 34                 |
| Les Choux               | 45096      | Choéziens         | 33,36            | 530 (2022)                        | 16                 |
| Coullons                | 45108      | Coullonnais       | 78,97            | 2 251 (2022)                      | 29                 |
| Langesse                | 45180      | Langessois        | 8,97             | 86 (2022)                         | 9,6                |
| Le Moulinet-sur-Solin   | 45218      | Moulinetois       | 19,37            | 128 (2022)                        | 6,6                |
| Nevoy                   | 45227      | Noveltains        | 30,75            | 1 160 (2022)                      | 38                 |
| Poilly-lez-Gien         | 45254      | Polissons         | 33,29            | 2 464 (2022)                      | 74                 |
| Saint-Brisson-sur-Loire | 45271      | Saint-Brissonnais | 21,86            | 961 (2022)                        | 44                 |
| Saint-Gondon            | 45280      | Gondulfiens       | 22,4             | 1 046 (2022)                      | 47                 |
| Saint-Martin-sur-Ocre   | 45291      | Ocrimartinois     | 15,79            | 1 225 (2022)                      | 78                 |

## Compétences
- Aménagement de l'espace communautaire
- Développement économique
- Protection et mise en valeur de l'environnement
- Politique du logement et du cadre de vie
- Création, aménagement et entretien de la voirie d'intérêt communautaire
- Construction et entretien d'équipements sportifs couverts
- Tourisme et loisirs
- Politique d'action sociale
- Politique culturelle d'intérêt communautaire
- Politique en matière de sécurité et de prévention de la délinquance
- Politique en faveur des gens du voyage :
- Politique en matière d'incendie et de secours

## Historique
- 21 décembre 2001 : transformation en communauté de communes et adoption de nouveaux statuts
- 3 juillet 1972 : création du district urbain de Gien

## Administration
| Période   | Période                  | Identité          | Étiquette | Qualité                             |
| --------- | ------------------------ | ----------------- | --------- | ----------------------------------- |
| 2008      | juin 2020                | Christian Bouleau | LR        | Maire de Gien, conseiller régional. |
| Juin 2020 | En cours (au 01.07.2020) | Francis Cammal    | DVC       | Maire de Gien                       |